# Islote del Castillo
El islote del Castillo es una isla gallega situada en la desembocadura del río Oitavén, en la ensenada de San Simón. Pertenece a la parroquia de Puente Sampayo, en el municipio español de Pontevedra. 

## Localización
Se encuentra a pocos metros de la costa, por lo que durante la marea baja es posible la comunicación por tierra con el islote, en una zona de bajíos limosos, frecuentemente utilizados para el marisqueo.

## Descripción
La isla se encuentra deshabitada y no conserva ningún vestigio de construcción salvo una cruz y una estatua, ambas del siglo XX. La vegetación es la misma que la de la costa gallega, es decir, en su mayor parte matorrales, pinos y eucaliptos.
En este islote existió una pequeña fortificación, el castillo de San Payo de Luto. De aspecto circular, en el punto más alto de la isla se puede observar una estructura cuadrangular que podría estar formada por los cimientos de un antiguo castillo.
En el siglo XVII el Padre Sarmiento teorizó sobre la isla sugiriendo la posibilidad de una pequeña construcción defensiva para la protección del Puente Sampayo.

## Galería de imágenes

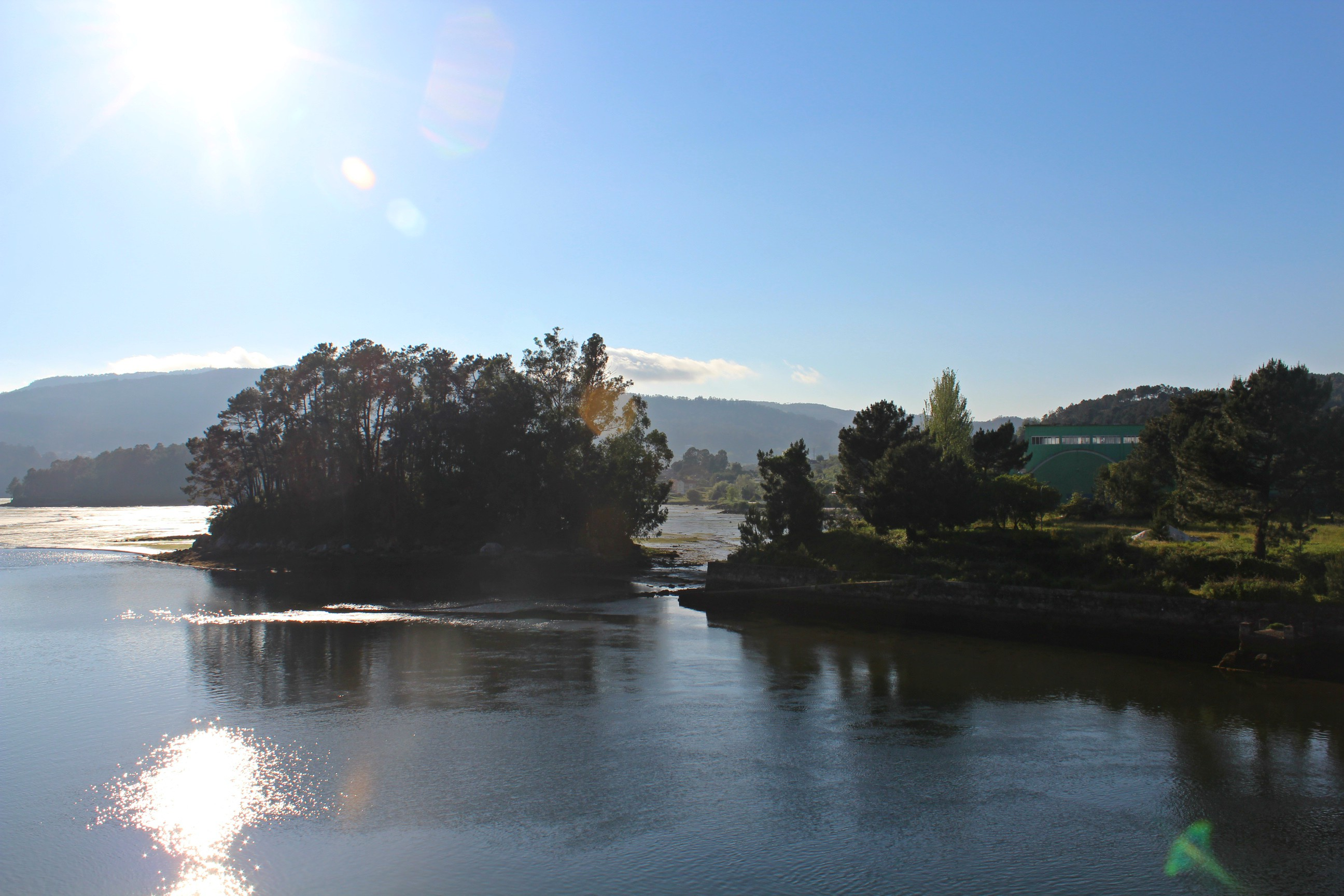
Islote del Castillo, visto desde el puente sobre el río Oitavén.
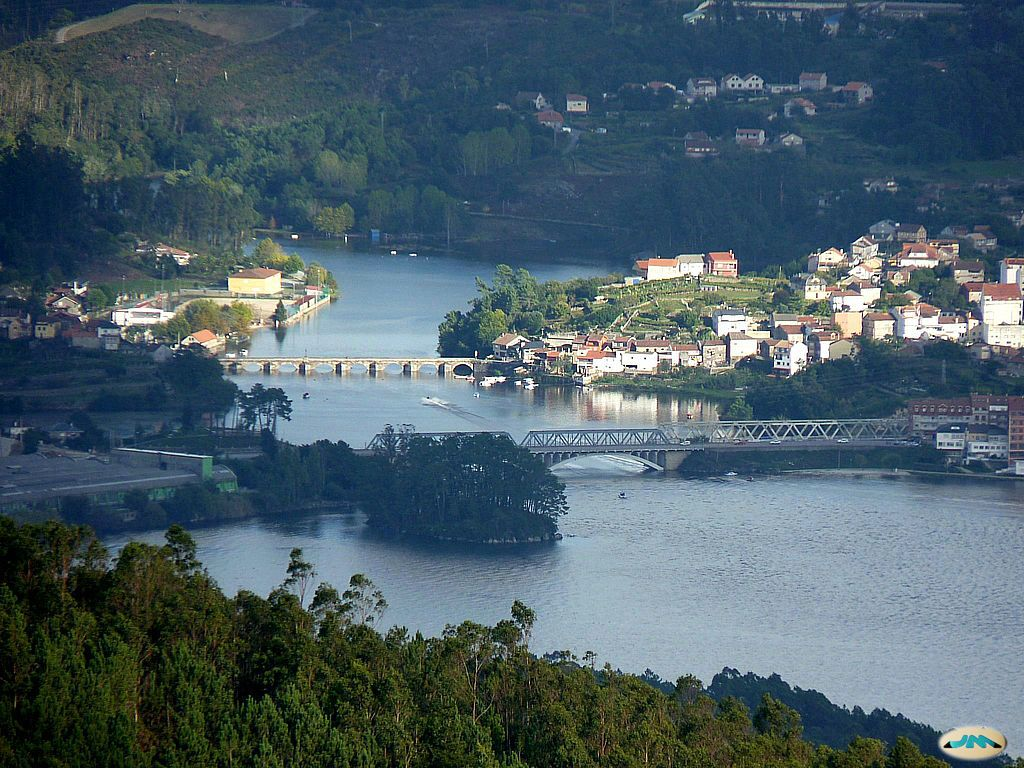
La isla en primer plano con Puente Sampayo al fondo.